# مالایان
مالایان (زبان ارمنی: Մալայան), یکی از نام‌های خانوادگی رایج در میان ارمنیان می‌باشد.
- آلکساندر مالایان
- پطروس مالایان